# Boituva
Boituva este un oraș în São Paulo (SP), Brazilia.